# Camille Choquier
 (mars 2014).
Si vous disposez d'ouvrages ou d'articles de référence ou si vous connaissez des sites web de qualité traitant du thème abordé ici, merci de compléter l'article en donnant les références utiles à sa vérifiabilité et en les liant à la section « Notes et références ».
Camille Choquier, né le 25 septembre 1941 à Estrées-lès-Crécy, est un footballeur puis entraîneur français. Il était gardien de but puis se reconvertit en entraîneur en 1974.

## Biographie
Il a joué au SC Abbeville de 1955 à 1961.

## Carrière

### Joueur
- SC Abbeville
- 1963-1974 :  Stade Saint-Germain puis Paris Saint-Germain

### Entraîneur
- 1974-1979 :  Paris Saint-Germain (jeunes)
- 1979 :  Paris Saint-Germain
- 1979-1985 :  Paris Saint-Germain (réserves)
- 1985-1987 :  Amiens SC
- 1988-1990 :  FC Melun
- 1990-1991 :  AS Poissy
- 1992-1993 :  RC Paris
- 1994-2001 :  Les Lilas
- 2001-2003 :  Paris Saint-Germain (recrutement)
- 2003-2004 :  Équipe de France de la Police.

## Palmarès de joueur
- Champion de France de D2 en 1971 avec le Paris Saint-Germain

## Statistiques
| Saison                | Club                  | Championnat           | Championnat | Championnat | Coupe(s) nationale(s) | Coupe(s) nationale(s) | Total | Total |
| Saison                | Club                  | Division              | M.          | B.          | M.                    | B.                    | M.    | B.    |
| 1970-1971             | Paris Saint-Germain   | D2                    | 28          | 0           | 3                     | 0                     | 31    | 0     |
| 1971-1972             | Paris Saint-Germain   | D1                    | 7           | 0           | 1                     | 0                     | 8     | 0     |
| 1972-1973             | Paris Saint-Germain   | D3                    | 25          | 0           | 4                     | 0                     | 29    | 0     |
| 1973-1974             | Paris Saint-Germain   | D2                    | 22          | 0           | 3                     | 0                     | 25    | 0     |
| Total sur la carrière | Total sur la carrière | Total sur la carrière | 82          | 0           | 11                    | 0                     | 93    | 0     |